# Proechimys hoplomyoides
Proechimys hoplomyoides es una especie de roedor de la familia Echimyidae.

## Distribución geográfica
Se encuentra en Brasil, Guayana y Venezuela.